# Wydział Mechatroniki Politechniki Warszawskiej
Wydział Mechatroniki Politechniki Warszawskiej – wydział Politechniki Warszawskiej. 
Wydział został utworzony  w 1962 r. pod nazwą Wydział Mechaniki Precyzyjnej. W 1996 r. został przemianowany na Wydział Mechatroniki. W 1970 r. przeniósł się do nowego gmachu przy ulicy Karola Chodkiewicza (obecnie ulica św. Andrzeja Boboli) 8, róg ul. Narbutta.

## Władze
Władze 2024–2028:
- Dziekan – prof. dr hab. inż. Robert Sitnik
- Prodziekan ds. nauki – dr hab. inż. Michał Józwik, prof. uczelni
- Prodziekan ds. kształcenia – dr hab. inż. Olga Iwasińska-Kowalska
- Prodziekan ds. studenckich i promocji – dr inż. Szymon Cygan
- Prodziekan ds. ogólnych – dr hab. inż. Sergiusz Łuczak, prof. uczelni

## Kierunki i specjalności
| - Studia I stopnia kierunki: - Inżynieria Biomedyczna - Aparatura Medyczna - Informatyka Biomedyczna - Mechatronika specjalności: - Inżynieria Fotoniczna - Mikrotechnologi i Nanotechnologie - Mikromechanika - Elektroniczne Systemy Pomiarowe - Techniki Multimedialne - Współrzędnościowe Systemy Pomiarowe - Automatyka, Robotyka i Informatyka Przemysłowa specjalności: - Automatyka - Robotyka - Informatyka Przemysłowa | Studia na II stopniu realizowane są systemie elastycznym (tzw. tutorskim), bez podziału na specjalności (z wyjątkiem kierunku IB). Studia II stopnia kierunki: - Inżynieria Biomedyczna, specjalność Aparatura Medyczna - Mechatronika - Automatyka, Robotyka i Informatyka Przemysłowa |  |

## Historia

### Oddział Mechaniki Precyzyjnej
We wrześniu 1953 r. na Wydziale Mechanicznym Technologicznym Politechniki Warszawskiej powstał Oddział Mechaniki Precyzyjnej. Organizatorem Oddziału Mechaniki Precyzyjnej był doc. Henryk Trebert. Oddział Mechaniki Precyzyjnej został utworzony z trzema katedrami specjalizującymi:
- Optyki ze specjalizacją Przyrządy Optyczne,
- Przyrządów Precyzyjnych ze specjalizacją Przyrządy Pomiarowe
- Metrologii Technicznej ze specjalizacją Drobne Mechanizmy i Przyrządy Pokładowe.

W 1960 r. otworzono nową czwartą specjalność – Automatyka Mechaniczna. W listopadzie 1960 roku z dotychczasowej Katedry Przyrządów Precyzyjnych zostały utworzone trzy nowe katedry:
- Podstaw Konstrukcji Przyrządów Precyzyjnych,
- Technologii Przyrządów Precyzyjnych,
- Automatyki Mechanicznej.

### Wydział Mechaniki Precyzyjnej
Dynamiczny rozwój polskiego przemysłu precyzyjnego i elektronicznego spowodował konieczność zwiększenia liczby kształconej w tej dziedzinie kadry inżynierskiej. Z dniem 1 października 1962 utworzony został Wydział Mechaniki Precyzyjnej. W skład nowego Wydziału weszły katedry powstałe na bazie katedr uprzednio działających na Oddziale Mechaniki Precyzyjnej oraz nowo utworzone. W roku 1968 Wydział składał się z 11 katedr, zatrudniających 15 profesorów i docentów, 30 adiunktów i wykładowców oraz 106 asystentów. Razem – 151 nauczycieli akademickich.
Początkowo Wydział Mechaniki Precyzyjnej mieścił się w budynku Wydziału Mechanicznego Technologicznego. Dzięki staraniom organizatora i pierwszego dziekana Wydziału Mechaniki Precyzyjnej, doc. H. Treberta, zaplanowano budowę zespołu budynków dla nowego wydziału, którą rozpoczęto w 1963 roku. Oddanie do użytku w 1966 r. pierwszego budynku wydziałowego przy ul. Narbutta 87, nieco złagodziło wyjątkowo trudną sytuację lokalową Wydziału.
W 1970 r. na Wydziale Mechaniki Precyzyjnej utworzono cztery Instytuty:
- Instytut Automatyki Przemysłowej,
- Instytut Budowy Sprzętu Precyzyjnego i Elektronicznego,
- Instytut Konstrukcji Przyrządów Precyzyjnych i Optycznych,
- Instytut Metrologii i Budowy Przyrządów Pomiarowych.

Przy Wydziale zlokalizowano także Zakłady Instytutów Międzywydziałowych Politechniki Warszawskiej: Zakładu Fizyki i Zakład Matematyki. W 1970 r. ukończono także obecny Gmach Mechatroniki (przy ul. św. Andrzeja Boboli 8), gdzie przeniósł się wydział.
Na początku lat 80. praca wydziału została zakłócona najpierw przez strajki studenckie w 1981 potem stan wojenny oraz niespodziewaną śmierć dziekana J. Majchra. Zajęcia w końcu ruszyły w styczniu 1982 r.
Od roku akademickiego 1989/90, oprócz dotychczas prowadzonego kierunku studiów Mechanika i Budowa Maszyn (ze specjalnościami: Inżynieria Sprzętu Precyzyjnego i Elektronicznego, Konstrukcja Urządzeń Precyzyjnych oraz Metrologia Techniczna) został utworzony drugi kierunek studiów Automatyka i Robotyka (ze specjalnościami: Automatyka Przemysłowa, Biocybernetyka i Inżynieria Biomedyczna, Przemysłowe Systemy Pomiarowe, Robotyka oraz Urządzenia i Systemy Optyczne).
W marcu 1996 r. zmieniono nazwę wydziału na Wydział Mechatroniki.
Z dniem 1 września 2008 r. instytuty Metrologii i Systemów Pomiarowych i Budowy Sprzętu Precyzyjnego i Elektronicznego zostały połączone tworząc Instytut Metrologii i Inżynierii Biomedycznej.

## Dziekani
1. 1962-1968 – Henryk Trebert
2. 1968-1971 – Jerzy Lipka
3. 1971-1973 – Jan Matysiak
4. 1973-1975 – Eugeniusz Ratajczyk
5. 1975-1977 – Henryk Trebert
6. 1977-1981 – Waldemar Oleksiuk
7. 1981-1982 – Janusz Majcher
8. 1982-1987 – Zdzisław Mrugalski
9. 1987-1990 – Romuald Jóźwicki
10. 1990-1996 – Grzegorz Pawlicki
11. 1996-2002 – Eugeniusz Ratajczyk
12. 2002-2005[2] – Jerzy Kurek
13. 2005-2012 – Krzysztof Lewenstein
14. 2012-2020 – Natalia Golnik
15. 2020 – Adam Woźniak[3]
16. 2020-2024 – Gerard Cybulski
17. od IX 2024 – Robert Sitnik

| - Instytut Automatyki i Robotyki do roku 2025 obejmował: - Zakład Automatyki i Diagnostyki Procesów Przemysłowych - Zakład Urządzeń Wykonawczych Automatyki i Robotyki - Pracownia Mechaniki i Kontaminacji Płynów - Pracownia Diagnostyki i Automatyzacji Badań Maszyn - Pracownia Modelowania Geometrycznego - Instytut Metrologii i Inżynierii Biomedycznej do roku 2025 obejmował: - Zakładu Mikrotechnologii i Nanotechnologii - Zakładu Inżynierii Biomedycznej - Zakładu Elektroniki Medycznej i Przemysłowej - Zakład Metrologii Współrzędnościowej - Zakład Sensorów i Systemów Pomiarowych - Instytut Mikromechaniki i Fotoniki do roku 2025 obejmował: - Zakład Konstrukcji Urządzeń Precyzyjnych - Zakład Inżynierii Fotonicznej - Zakład Mechaniki Stosowanej - Zakład Technik Rzeczywistości Wirtualnej | - Koło naukowe Aparatury Biomedycznej KNAB - Koło naukowe ROBOMATIC - Koło naukowe Zaawansowanych Technologii - Studenckie Koło Inżynierii Fotonicznej SKIF (Studencka sekcja SPIE) - Koło naukowe HUMANOID - Koło naukowe Absolute Edge |